# Domitila de Castro
Domitila (ou Domitilia) de Castro e Canto Melo, vicomtesse puis marquise de Santos, est née le 27 décembre 1797 à São Paulo, au Brésil et décédée le 3 novembre 1867. Maîtresse de l'empereur Pierre Ier du Brésil, qui la titre, elle lui a donné plusieurs enfants, dont deux filles légitimée, Isabelle-Marie d'Alcantara Brasileira (1824–1898), duchesse de Goiás, et Marie-Isabelle d'Alcantara Brasileira (1830–1896), comtesse d'Iguaçu.
Domitila de Castro est également la sœur de Maria Benedita de Castro (1792–1857), baronne de Sorocaba.

## Biographie
L'empereur rencontra pour la première fois Domitila en 1822 lors d'un voyage à travers l'État de São Paulo. Elle était mariée à Felício Pinto Coelho de Mendonça, un officier de l'armée de rang inférieur. Sacré empereur, Pedro Ier l'a invitée à s'installer à Rio de Janeiro et lui a proposé une fonction à la Cour, la plaçant près de l'entourage de l'impératrice. Là, elle a réussi à faire annuler son premier mariage. L'empereur s'est montré très généreux lorsqu'il s'est agi d'honorer sa favorite et sa famille. Lui attribuer le titre de vicomtesse de Santos est un camouflet pour la famille de José Bonifácio, patriarche de l'indépendance et personnage le plus éminent de la ville de Santos à São Paulo. Il n'hésita pas non plus à décerner des titres à leurs trois filles adultérines (les duchesses de Goiás et de Ceará, et la comtesse d'Iguaçu) et à insister pour qu'elles soient éduquées avec les princesses royales. Sa sœur a été nommée baronne de Sorocaba et a eu un enfant avec Pédro.
L'impératrice, mourut en 1826 des suites d'une complication provoquée par une fausse couche. L'opinion publique a tenu la marquise responsable des griefs et des humiliations subies par l'impératrice. Comme épouser Domitila n'était pas une option, Pedro a choisi pour son second mariage la jeune princesse bavaroise Amélie de Leuchtenberg, petite-fille de l'impératrice Joséphine. Par la suite, il a renvoyé Domitila qui s'est retirée à São Paulo. Là, elle se remarie avec le brigadier Rafael Tobias de Aguiar. Domitila de Castro meurt à São Paulo le 3 novembre 1867, à l'âge de 69 ans. Son corps a été inhumé dans le cimetière Consolação.

## Dans la culture populaire
Domitila de Castro a souvent été représentée dans la culture brésilienne :
- Dans le film muet O Grito do Ipiranga (1917), où elle est interprétée par Luíza Lambertini ;
- Dans le film Independência ou Morte (1972), où elle est jouée par Glória Menezes ;
- Dans la telenovela Helena (1987), où elle est interprétée par Norma Suely ;
- Dans la mini-série Marquesa de Santos (1984), dont le rôle-titre est joué par Maitê Proença ;
- Dans la mini-série Entre o Amor e a Espada (2001), où elle est interprétée par Rejane Santos ;
- Dans le documentaire historique A marquesa de Santos, uma história real (2001), la marquise est de nouveau représentée par Rejane Santos ;
- Dans la mini-série O Quinto dos Infernos (2002), elle est jouée par Luana Piovani.

## Source
- (en) Cet article est partiellement ou en totalité issu de l’article de Wikipédia en anglais intitulé « Domitila de Castro, Marchioness of Santos » (voir la liste des auteurs).